# Agricultura sustentável

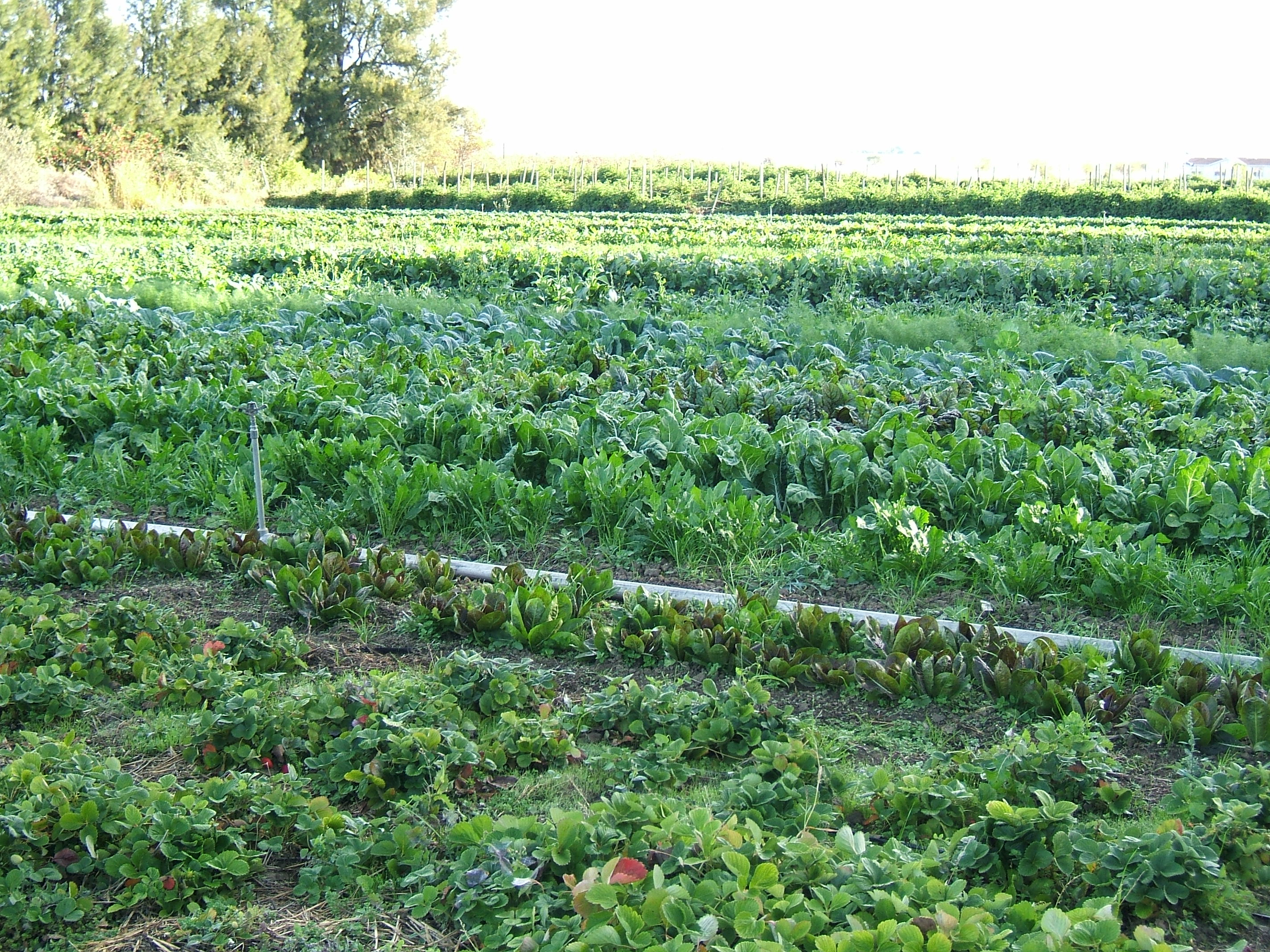
Cultivo orgânico na Califórnia: a agricultura orgânica é um exemplo de agricultura sustentável

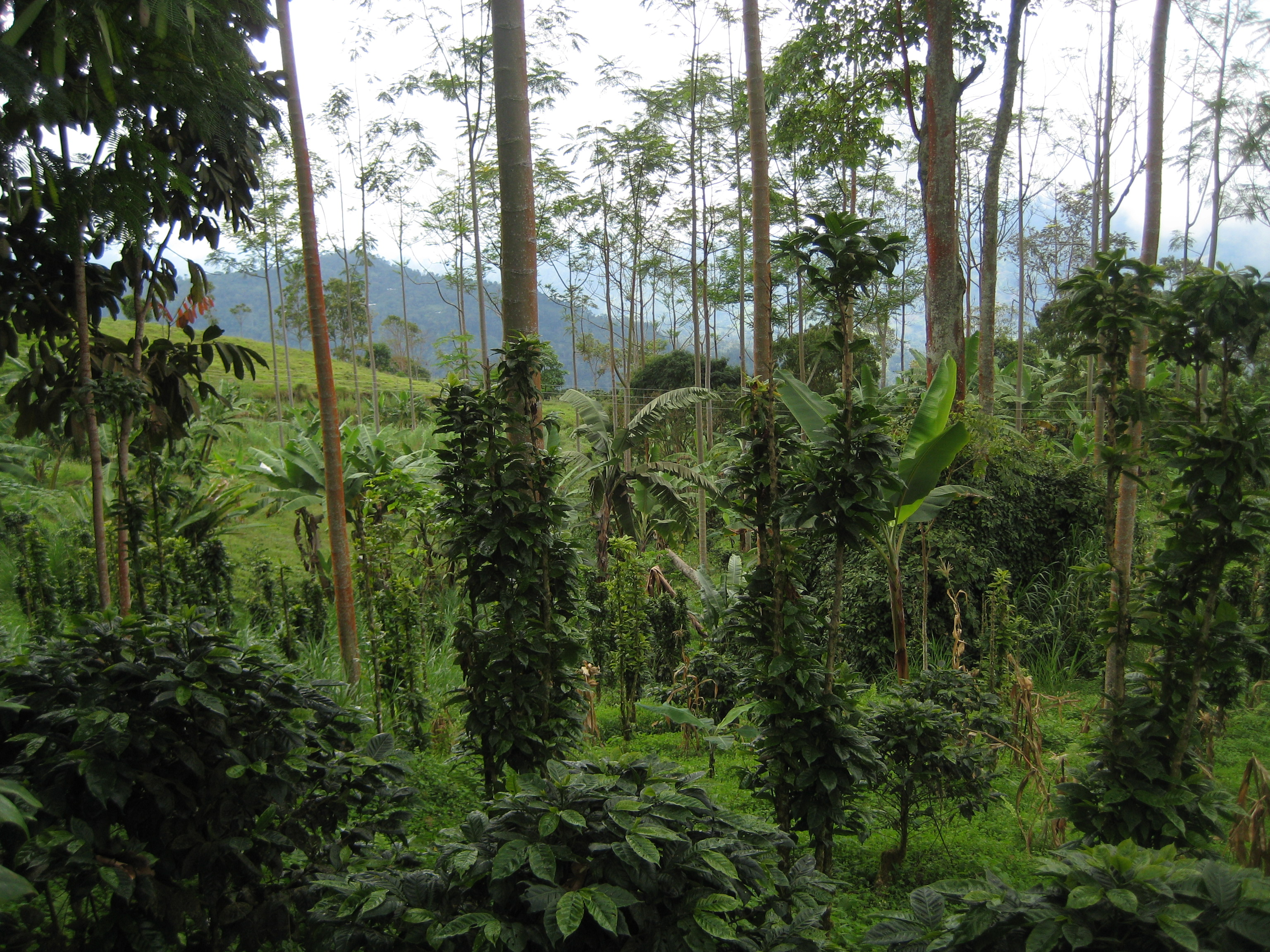
Café cultivado à sombra, uma forma de policultura (um exemplo de agricultura sustentável) que imita os ecossistemas naturais. As árvores fornecem recursos para as plantas de café, como sombra, nutrientes e estrutura do solo; os agricultores colhem café e madeira.

A agricultura sustentável consiste na agricultura praticada de forma sustentável, satisfazendo as necessidades alimentares e têxteis atuais da sociedade, sem comprometer a capacidade das gerações atuais ou futuras de satisfazerem as suas necessidades. Pode ser baseada na compreensão dos serviços ecossistémicos. Existem muitos métodos para aumentar a sustentabilidade da agricultura. Ao desenvolver a agricultura dentro de sistemas alimentares sustentáveis, é importante desenvolver processos empresariais e práticas agrícolas flexíveis. A agricultura tem uma pegada ambiental enorme, desempenhando um papel significativo na causa das alterações climáticas (os sistemas alimentares são responsáveis por um terço das emissões antropogénicas de gases com efeito de estufa), escassez de água, poluição da água, degradação dos solos, desflorestação e outros processos; está simultaneamente a causar alterações ambientais e a ser impactada por estas alterações. A agricultura sustentável consiste em métodos de cultivo ecologicamente corretos que permitem a produção de safras ou gado sem causar danos aos sistemas humanos ou naturais. Envolve a prevenção de efeitos adversos no solo, na água, na biodiversidade e nos recursos circundantes ou a jusante, bem como para aqueles que trabalham ou vivem na quinta ou em áreas vizinhas. Os elementos da agricultura sustentável podem incluir permacultura, agrofloresta, agricultura mista, culturas múltiplas e rotação de culturas.
O desenvolvimento de sistemas alimentares sustentáveis contribui para a sustentabilidade da população humana. Por exemplo, uma das melhores maneiras de mitigar as mudanças climáticas é criar sistemas alimentares sustentáveis baseados na agricultura sustentável. A agricultura sustentável oferece uma solução potencial para permitir que os sistemas agrícolas alimentem uma população crescente dentro das condições ambientais em mudança. Além das práticas agrícolas sustentáveis, as mudanças alimentares para dietas sustentáveis são uma forma interligada de reduzir substancialmente os impactos ambientais. Existem vários padrões de sustentabilidade e sistemas de certificação, incluindo a certificação orgânica, a Rainforest Alliance, o Comércio Justo, a UTZ Certified, a GlobalGAP, a Bird Friendly e o Código Comum para a Comunidade do Café (4C).

## Descrição
Refere-se, portanto, à capacidade que uma determinada unidade agrícola (ou, numa perspectiva global, o próprio planeta) tem de continuar a produzir, numa sucessão sem fim, com um mínimo de aquisições do exterior. As plantas cultivadas dependem dos sais minerais presentes no solo e na água, do ar e da luz do sol como recursos para produzir o seu próprio alimento, através da fotossíntese. Esse alimento (o amido, e não só) é, também, a base da alimentação humana. Quando é feita a colheita, o agricultor está a recolher aquilo que foi permitido à planta produzir com os recursos que tinha à sua disposição. Recursos esses que têm de ser repostos para que o ciclo de produção continue. 
Caso contrário, existe a sua exaustão e a terra torna-se estéril. Ainda que a luz do sol, o ar e a chuva estejam, praticamente, disponíveis na maior parte das localizações geográficas do planeta, os nutrientes presentes no solo são facilmente exauríveis. Resíduos das plantas cultivadas, o azoto fixado por bactérias que vivem em simbiose na raiz de algumas leguminosas, ou o estrume dos animais criados nas unidades agrícolas consideradas, são alguns dos meios possíveis para repor os sais minerais necessários ao desenvolvimento de novas colheitas. O próprio trabalho agrícola, executado pelo ser humano de forma autónoma ou com a ajuda da tração animal, deve ser contabilizado nesta perspectiva de "reciclagem" energética, já que se pode supor que estes se podem alimentar exclusivamente do que é produzido na unidade agrícola.
A aquisição de produtos ou serviços exteriores à unidade agrícola, como fertilizantes para as plantas ou combustível fóssil para máquinas, reduz a sustentabilidade, já que torna a comunidade dependente de recursos não renováveis e pode incorrer em externalidade negativa. Quanto maior for a autonomia da unidade agrícola ao não necessitar de aquisições exteriores no sentido de manter os mesmos níveis de produção, maior será o nível de sustentabilidade.
É a agricultura que satisfaz as atuais necessidades alimentares e têxteis da sociedade, sem comprometer a capacidade das gerações actuais ou futuras satisfazerem as suas necessidades.  Pode basear-se na compreensão dos serviços ecossistêmicos. Existem muitos métodos para aumentar a sustentabilidade da agricultura. Ao desenvolver a agricultura no âmbito de sistemas alimentares sustentáveis , é importante desenvolver processos empresariais e práticas agrícolas flexíveis.  
A agricultura tem uma enorme pegada ambiental, desempenhando um papel significativo na causa das mudanças climáticas ( os sistemas alimentares são responsáveis por um terço das emissões antropogênicas de gases de efeito estufa ), escassez de água, poluição da água, degradação da terra, desmatamento e outros processos;  está simultaneamente causando mudanças ambientais e sendo impactado por essas mudanças.  A agricultura sustentável consiste em métodos agrícolas ecológicos que permitem a produção de culturas ou pecuária sem causar danos aos sistemas humanos ou naturais. Envolve a prevenção de efeitos adversos para o solo, a água, a biodiversidade, os recursos circundantes ou a jusante – bem como para aqueles que trabalham ou vivem na exploração agrícola ou em áreas vizinhas. Os elementos da agricultura sustentável podem incluir permacultura, agrossilvicultura, agricultura mista, culturas múltiplas e rotação de culturas. 
O desenvolvimento de sistemas alimentares sustentáveis contribui para a sustentabilidade da população humana. Por exemplo, uma das melhores formas de mitigar as alterações climáticas é criar sistemas alimentares sustentáveis baseados na agricultura sustentável. A agricultura sustentável proporciona uma solução potencial para permitir que os sistemas agrícolas alimentem uma população crescente dentro das condições ambientais em mudança.  Além das práticas agrícolas sustentáveis, as mudanças alimentares para dietas sustentáveis são uma forma interligada de reduzir substancialmente os impactos ambientais.  Existem vários padrões de sustentabilidade e sistemas de certificação, incluindo certificação orgânica, Rainforest Alliance, Comércio Justo, UTZ Certified, GlobalGAP, Bird Friendly e o Código Comum para a Comunidade Cafeeira (4C). 

## Definição
O termo "agricultura sustentável" foi definido em 1977 pelo USDA como um sistema integrado de práticas de produção vegetal e animal com uma aplicação específica do local que irá, a longo prazo: 
- satisfazer as necessidades humanas de alimentação e fibras

- melhorar a qualidade ambiental e a base de recursos naturais da qual depende a economia agrícola

- fazer o uso mais eficiente dos recursos não renováveis e dos recursos da fazenda e integrar, quando apropriado, ciclos e controles biológicos naturais

- sustentar a viabilidade económica das operações agrícolas

- melhorar a qualidade de vida dos agricultores e da sociedade como um todo. [23]

No entanto, a ideia de ter uma relação sustentável com a terra prevaleceu nas comunidades indígenas durante séculos, antes de o termo ser formalmente adicionado ao dicionário. 

## Objetivos
Um consenso comum é que a agricultura sustentável é a forma mais realista de alimentar populações em crescimento. Para alimentar com sucesso a população do planeta, as práticas agrícolas devem considerar os custos futuros – tanto para o ambiente como para as comunidades que alimentam. O medo de não conseguir fornecer recursos suficientes para todos levou à adoção de tecnologia no campo da sustentabilidade para aumentar a produtividade agrícola. O resultado final ideal deste avanço é a capacidade de alimentar populações cada vez maiores em todo o mundo. A crescente popularidade da agricultura sustentável está ligada ao receio generalizado de que a capacidade de suporte do planeta (ou limites planetários), em termos da capacidade de alimentar a humanidade, tenha sido alcançada ou mesmo excedida.

### Princípios-chave
Existem vários princípios-chave associados à sustentabilidade na agricultura:
- A incorporação de processos biológicos e ecológicos, como a ciclagem de nutrientes, a regeneração do solo e a fixação de nitrogênio, nas práticas agrícolas e de produção de alimentos.

- Utilizar quantidades diminuídas de insumos não renováveis e insustentáveis, especialmente os prejudiciais ao meio ambiente.

- Utilizar a experiência dos agricultores para trabalhar a terra de forma produtiva, bem como para promover a autossuficiência e a autossuficiência dos agricultores.

- Resolver problemas agrícolas e de recursos naturais através da cooperação e colaboração de pessoas com diferentes competências. Os problemas abordados incluem a gestão de pragas e a irrigação.[27]

Ele "considera a economia de longo e curto prazo porque a sustentabilidade é facilmente definida como para sempre, isto é, ambientes agrícolas que são projetados para promover a regeneração sem fim". Equilibra a necessidade de conservação de recursos com as necessidades dos agricultores que procuram a sua subsistência. É considerada uma ecologia de reconciliação, acomodando a biodiversidade nas paisagens humanas. Muitas vezes, a execução de práticas sustentáveis na agricultura passa pela adoção de tecnologia e tecnologia apropriada com foco no meio ambiente.

## Fatores ambientais
As práticas que podem causar danos ao solo a longo prazo incluem o cultivo excessivo do solo (levando à erosão ) e a irrigação sem drenagem adequada (levando à salinização).
Os fatores mais importantes para um local agrícola são o clima, o solo, os nutrientes e os recursos hídricos. Dos quatro, a conservação da água e do solo é a mais passível de intervenção humana. Quando os agricultores cultivam e colhem, eles removem alguns nutrientes do solo. Sem reposição, a terra sofre esgotamento de nutrientes e torna-se inutilizável ou sofre com rendimentos reduzidos. A agricultura sustentável depende da reposição do solo e, ao mesmo tempo, da minimização do uso ou da necessidade de recursos não renováveis, como o gás natural ou os minérios. Uma exploração agrícola que possa “produzir perpetuamente”, mas que tenha efeitos negativos na qualidade ambiental noutros locais, não é uma agricultura sustentável. Um exemplo de caso em que uma visão global pode ser justificada é a aplicação de fertilizantes ou estrume, que pode melhorar a produtividade de uma exploração agrícola, mas pode poluir rios próximos e águas costeiras (eutrofização).
O outro extremo também pode ser indesejável, uma vez que o problema dos baixos rendimentos das colheitas devido à exaustão dos nutrientes do solo tem sido relacionado com a destruição da floresta tropical.  Na Ásia, a quantidade específica de terra necessária para a agricultura sustentável é de cerca de 5.059 hectares, que inclui terra para forragem animal, produção de cereais como cultura comercial e outras culturas alimentares. Em alguns casos, inclui-se uma pequena unidade de aquicultura (AARI-1996).

## Desafios e debates

### Barreiras
As barreiras à agricultura sustentável podem ser quebradas e compreendidas por meio de três dimensões diferentes. Estas três dimensões são vistas como os pilares centrais da sustentabilidade: os pilares social, ambiental e económico. O pilar social aborda questões relacionadas com as condições em que as sociedades nascem, crescem e aprendem. Trata-se de abandonar as práticas agrícolas tradicionais e avançar para novas práticas sustentáveis que criarão melhores sociedades e condições. O pilar ambiental aborda as alterações climáticas e centra-se nas práticas agrícolas que protegem o ambiente para as gerações futuras. O pilar económico descobre formas pelas quais a agricultura sustentável pode ser praticada, ao mesmo tempo que promove o crescimento económico e a estabilidade, com perturbações mínimas nos meios de subsistência. É necessário abordar todos os três pilares para determinar e superar as barreiras que impedem as práticas agrícolas sustentáveis.

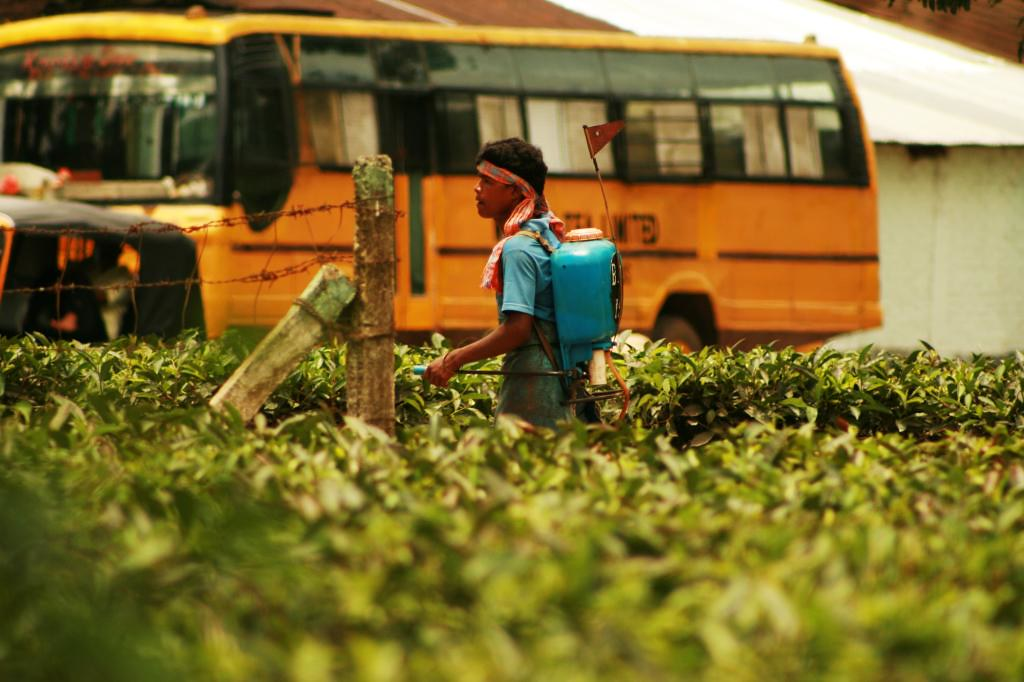
O uso de pesticidas continua a ser uma prática comum na agricultura.

As barreiras sociais à agricultura sustentável incluem mudanças culturais, a necessidade de colaboração, incentivos e nova legislação. A transição da agricultura convencional para a agricultura sustentável exigirá mudanças comportamentais significativas tanto por parte dos agricultores como dos consumidores. A cooperação e a colaboração entre os agricultores são necessárias para uma transição bem-sucedida para práticas sustentáveis com o mínimo de complicações. Isto pode ser visto como um desafio para os agricultores que se preocupam com a concorrência e a rentabilidade. Também deve haver um incentivo para que os agricultores alterem os seus métodos de agricultura. O uso de políticas públicas, anúncios e leis que tornem a agricultura sustentável obrigatória ou desejável pode ser utilizado para superar estas barreiras sociais.
As barreiras ambientais impedem a capacidade de proteger e conservar o ecossistema natural. Exemplos destas barreiras incluem a utilização de pesticidas e os efeitos das alterações climáticas. Os pesticidas são amplamente utilizados para combater pragas que podem devastar a produção e desempenham um papel significativo na manutenção dos preços dos alimentos e dos custos de produção baixos. Para avançar em direção a uma agricultura sustentável, os agricultores são encorajados a utilizar pesticidas verdes, que causam menos danos à saúde humana e aos habitats, mas implicariam um custo de produção mais elevado. As alterações climáticas são também uma barreira que cresce rapidamente, sobre a qual os agricultores têm pouco controlo e que pode ser vista através de barreiras baseadas no local. Estas barreiras baseadas no local incluem fatores como as condições meteorológicas, a topografia e a qualidade do solo, que podem causar perdas na produção, resultando na relutância em abandonar as práticas convencionais. Muitos benefícios ambientais também não são visíveis ou imediatamente evidentes. Mudanças significativas, como menores taxas de perda de solo e nutrientes, melhor estrutura do solo e níveis mais elevados de microrganismos benéficos, levam tempo. Na agricultura convencional, os benefícios são facilmente visíveis, sem ervas daninhas, pragas, etc., mas os custos a longo prazo para o solo e os ecossistemas circundantes estão ocultos e “externalizados”. As práticas agrícolas convencionais, desde a evolução da tecnologia, causaram danos significativos ao meio ambiente através da perda de biodiversidade, ecossistemas perturbados, má qualidade da água, entre outros danos.

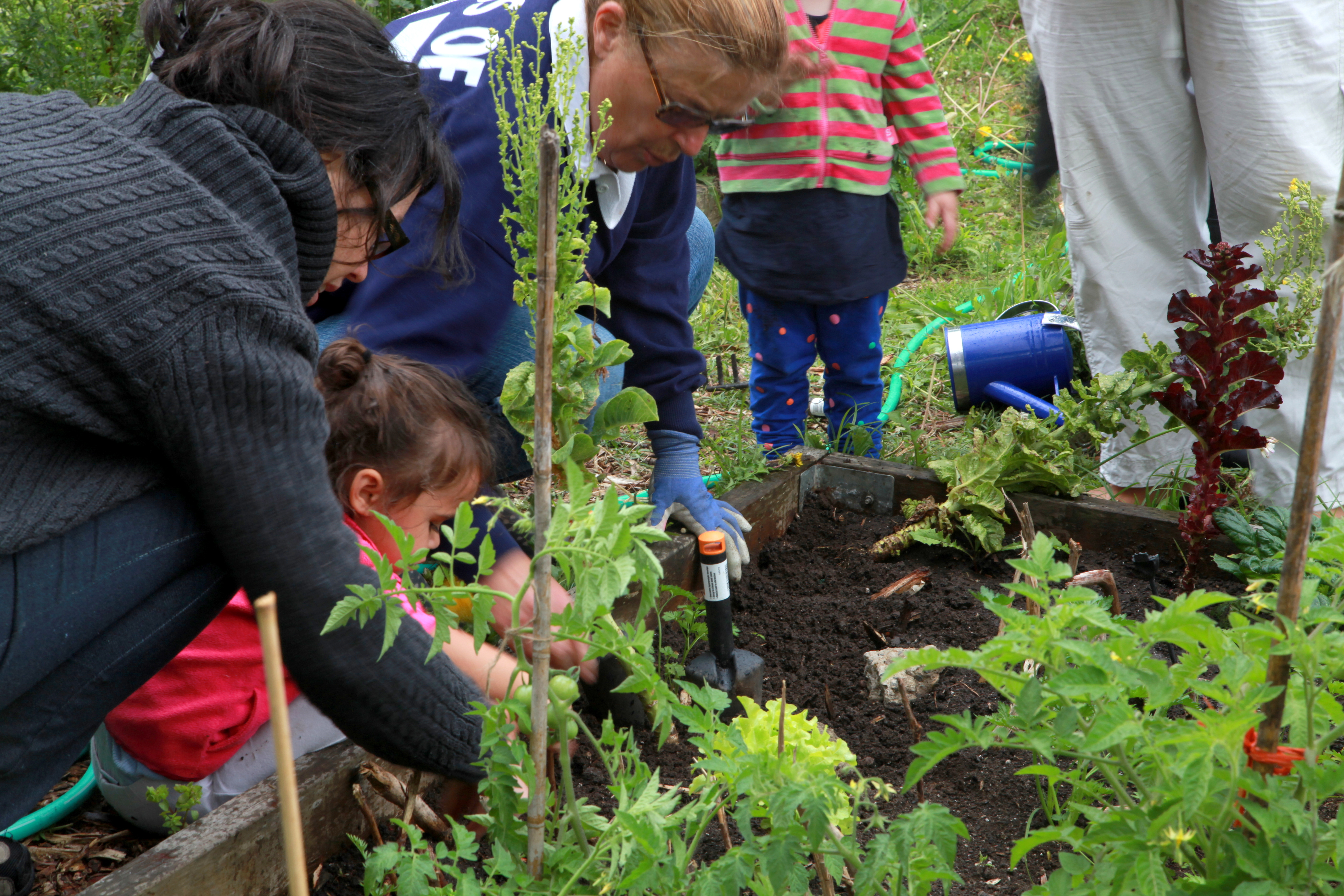
A jardinagem comunitária é um método promissor de agricultura sustentável.

Os obstáculos económicos à implementação de práticas agrícolas sustentáveis incluem baixo retorno financeiro/rentabilidade, falta de incentivos financeiros e investimentos de capital insignificantes. Os incentivos e as circunstâncias financeiras desempenham um papel importante na adoção de práticas sustentáveis. O capital humano e material necessário para a transição para métodos sustentáveis de agricultura exige a formação da mão-de-obra e a realização de investimentos em novas tecnologias e produtos, o que tem um custo elevado. Além disso, os agricultores que praticam a agricultura convencional podem produzir em massa as suas colheitas e, assim, maximizar a sua rentabilidade. Isto seria difícil de fazer numa agricultura sustentável que incentiva uma baixa capacidade de produção.
O autor James Howard Kunstler afirma que quase toda a tecnologia moderna é má e que não pode haver sustentabilidade a menos que a agricultura seja feita de formas tradicionais antigas. Os esforços para uma agricultura mais sustentável são apoiados pela comunidade da sustentabilidade, no entanto, são frequentemente vistos apenas como passos incrementais e não como um fim. Um método promissor para incentivar a agricultura sustentável é através da agricultura local e de jardins comunitários. A incorporação de produtos locais e da educação agrícola nas escolas, comunidades e instituições pode promover o consumo de produtos frescos, o que impulsionará a procura dos consumidores.
Alguns prevêem uma verdadeira economia sustentável em estado estacionário que pode ser muito diferente da atual: consumo de energia muito reduzido, pegada ecológica mínima, menos bens de consumo embalados, compras locais com cadeias de abastecimento alimentar curtas, poucos alimentos processados, mais hortas domésticas e comunitárias, etc.

### Diferentes pontos de vista sobre a definição
Existe um debate sobre a definição de sustentabilidade em relação à agricultura. A definição poderia ser caracterizada por duas abordagens diferentes: uma abordagem ecocêntrica e uma abordagem tecnocêntrica. A abordagem ecocêntrica enfatiza níveis de desenvolvimento humano baixos ou inexistentes e concentra-se em técnicas de agricultura orgânica e biodinâmica com o objetivo de mudar os padrões de consumo e a alocação e uso de recursos. A abordagem tecnocêntrica defende que a sustentabilidade pode ser alcançada através de uma variedade de estratégias, desde a visão de que a modificação do sistema industrial liderada pelo Estado, como os sistemas agrícolas orientados para a conservação, deve ser implementada, até ao argumento de que a  biotecnologia é a melhor forma de satisfazer a crescente procura de alimentos.
Podemos olhar para o tema da agricultura sustentável através de duas lentes diferentes: a agricultura multifuncional e os serviços ecossistémicos. Ambas as abordagens são semelhantes, mas analisam a função da agricultura de forma diferente. Aqueles que empregam a filosofia da agricultura multifuncional concentram-se em abordagens centradas na exploração agrícola e definem a função como sendo os resultados da atividade agrícola. O argumento central da multifuncionalidade é que a agricultura é um empreendimento multifuncional com outras funções além da produção de alimentos e fibras. Estas funções incluem a gestão de recursos renováveis, a conservação da paisagem e a biodiversidade. A abordagem centrada nos serviços ecossistémicos pressupõe que os indivíduos e a sociedade como um todo recebem benefícios dos ecossistemas, que são chamados de "serviços ecossistémicos". Na agricultura sustentável, os serviços que os ecossistemas fornecem incluem a polinização, a formação do solo e a ciclagem de nutrientes, todas elas funções necessárias para a produção de alimentos.
Também se afirma que a agricultura sustentável é melhor considerada como uma abordagem ecossistémica à agricultura, chamada agroecologia.

### Ética
A maioria dos profissionais agrícolas concorda que existe uma "obrigação moral de perseguir [o] objetivo [da] sustentabilidade". O principal debate surge sobre qual sistema fornecerá um caminho para este objetivo, porque se um método insustentável for usado em grande escala, terá um efeito negativo enorme no meio ambiente e na população humana.